# Münzkabinett und Antikensammlung der Stadt Winterthur

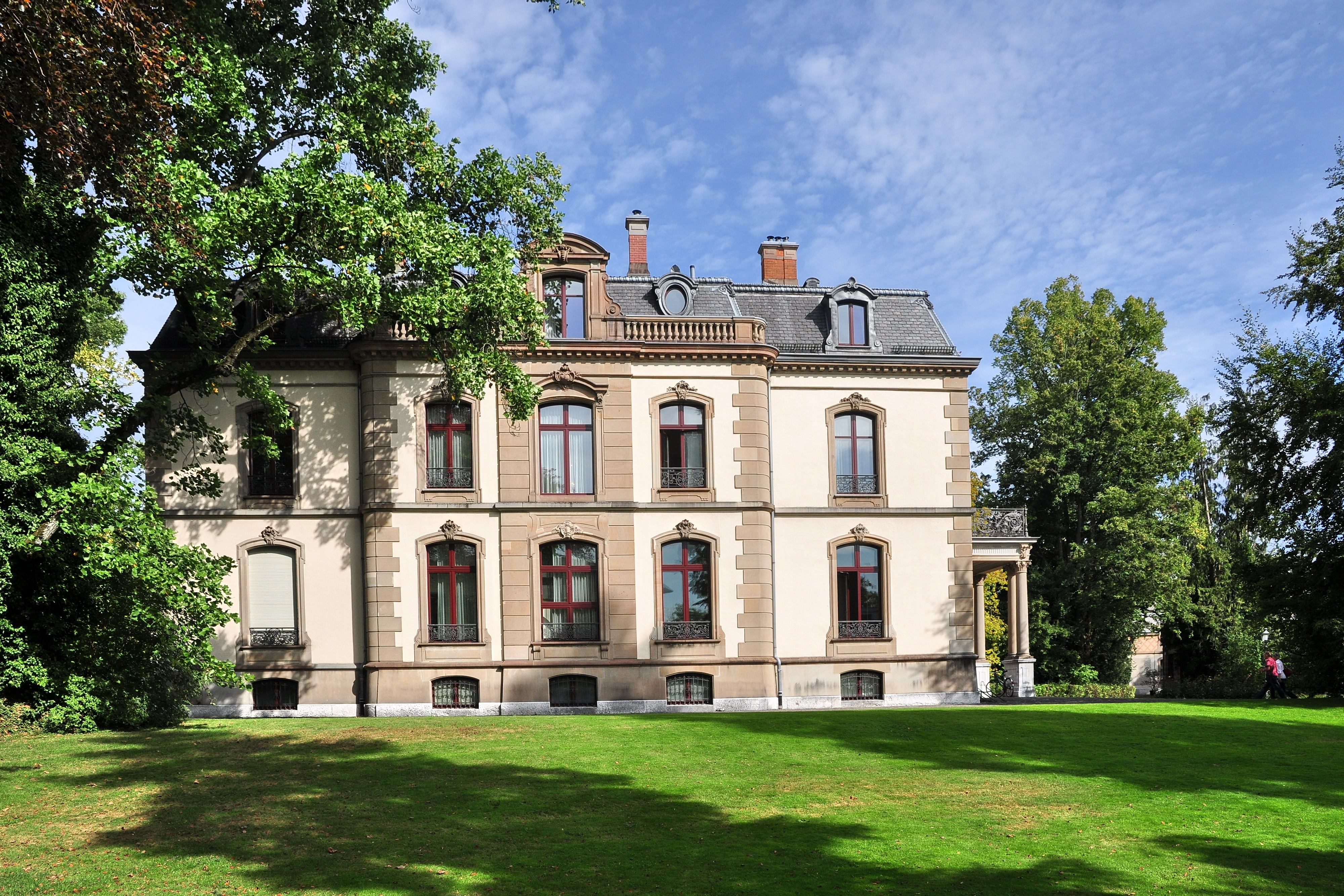
Villa Bühler

Das Münzkabinett und Antikensammlung der Stadt Winterthur ist ein Münzkabinett und eine Antikensammlung im Besitz der Stadt Winterthur. Die numismatische Sammlung umfasst rund 63'000 Stücke, dazu kommt eine sehr grosse Studiensammlung von Gipsabdrücken und eine Fachbibliothek. Zudem gibt es noch eine Antikensammlung mit etwa 2'500 Objekten. Das Münzkabinett, das seit 1982 ein selbstständiges Museum ist, veranstaltet in seinen Räumlichkeiten in der Villa Bühler Wechselausstellungen und bietet zahlreiche Vermittlungsaktivitäten an.

## Geschichte
Die Geschichte des Münzkabinetts in Winterthur ist weit älter als die des Museums selbst. Schon im Gründungsjahr der Bürgerbibliothek Winterthur 1660 waren unter den Spenden 24 Münzen, und auch in den weiteren Jahren verzeichnete das Donatorenbuch regelmässig Spenden von Münzen und Medaillen. 1755 umfasste die Sammlung bereits 4807 Münzen, davon 50 Gold- und 1771 Silbermünzen. Bei einer Revision 1846 fand man jedoch nur noch 2867 Stück, was belegt, dass die Sammlung damals nicht intensiv betreut wurde.
1861 wurde das Münzkabinett schliesslich eine eigenständige Institution innerhalb der Stadtbibliothek und Friedrich Imhoof-Blumer der erste ehrenamtliche Konservator der Sammlung. Imhoof-Blumer kaufte 1866 von Landammann Carl Friedrich Emil Lohner in Thun die damals schweizweit grösste Sammlung von Münzen auf und vermachte diese 1871 zusammen mit seiner eigenen Sammlung seiner Heimatstadt, die damit die wichtigste Numismatiksammlung der Schweiz besass. Die Schenkung umfasste über 10'578 Münzen und verdreifachte damit den bisherigen Bestand des Münzkabinetts. Imhoof-Blumer sammelte danach auch privat hauptsächlich griechische Münzen weiter und verkaufte 1900 seine Sammlung dem Münzkabinett Berlin. Einen Teil des Erlöses, 100'000 Mark, stiftete er für eine Arbeitsstelle beim Unternehmen Griechisches Münzwerk, das er, zusammen mit Theodor Mommsen, herausgab. Daraufhin baute er bis zu seinem Tod 1920 eine weitere Sammlung auf, die er Oskar Bernhard, dem Ehemann seiner Tochter Elisabetha, vermachte. Diese Sammlung ging nach Bernards Tod 1952 auch an das Münzkabinett über. Bis zu seinem Tod wuchs die Sammlung unter seiner Leitung auf 21'000 Stücke an. Auch hinterliess er dem Münzkabinett eine umfassende Sammlung von 80'000 Gipsabgüssen von antiken Münzen.
Nach dem Tod Imhoof-Blumers übernahm Adolf Engeli bis 1939 die Leitung des Münzkabinetts, er war auch der Verfasser einer umfassenden Biografie über Imhoof-Blumer. In seine Zeit fällt der Münzfund auf dem Haldengutareal 1930, der 2'750 Münzen umfasste. Von 1939 bis 1947 übernahm Heinz Haffter die Leitung über die Sammlung. Der Altphilologe war wie bereits sein Vorgänger Lehrer an der Kantonsschule Winterthur. In seine Zeit fällt 1941 die Schenkung von Carl Hüni, dem Direktor der SLM, von insgesamt 2800 Münzen und Medaillen, der grössten Schenkung seit der von Imhoof-Blumer 1871. Nachdem Haffter 1946 als Mitarbeiter an den Thesaurus Linguae Latinae in München zurückkehrte – er war 1939 bei Ausbruch des Krieges in die Schweiz gegangen – und 1947 dessen Leiter wurde, übernahm in Winterthur nach einem Jahr Vakanz Hansjörg Bloesch die Stelle als Konservator. Er war der erste nicht-ehrenamtliche Leiter der Sammlung und führte die Sammlung zuerst in einer bezahlten Teilzeitstelle. Daneben war er auch Professor an der Universität Zürich. 1949 stellte dieser einen Bestand von 27'414 Stücken fest, die zur Sammlung gehörten.
Nach dem Abgang von Bloesch folgte 1982 der nächste wichtige Schritt für das Münzkabinett: Es zog vom Bibliotheksgebäude in die unweit entfernte Villa Bühler und wurde somit zu einem eigenständigen Museum. Neuer Konservator wurde Hans-Markus von Kaenel, der die Sammlung mit einem dreijährigen Unterbruch (1985–1988, interimistischer Leiter zu dieser Zeit war der Archäologe Christian Zindel), bis 1992 leitete. Seit 1993 ist der Mediävist Benedikt Zäch, Leiter des Museums. 1994 kam das Münzkabinett durch einen politischen Vorstoss aus dem Winterthurer Parlament (Grosser Gemeinderat) unter starken Spar-Druck. Im Frühjahr 1995 wurde der Vorstoss (eine parlamentarische Motion) dank einer breiten schweizerischen und internationalen Unterstützung vom Parlament abgelehnt. Im selben Jahr wurde der Verein «Freunde des Münzkabinetts Winterthur» gegründet, der zurzeit rund 130 Mitglieder zählt.
Heute beschäftigt das Münzkabinett neben dem Leiter weitere teilzeitbeschäftigte Mitarbeiterinnen und Mitarbeiter für Administration und Öffentlichkeitsarbeit, Sammlungen, Bibliothek, Museumspädagogik, Besucherbetreuung, wissenschaftliche Assistenzen und Praktika sowie Dienstleistungsaufträge. Seit 1986 ist das Münzkabinett auch eine Bearbeitungsstelle für Münzfunde. Wichtigster Auftraggeber ist der Kanton Zürich, wo ein langjähriger Dienstleistungsvertrag mit der Kantonsarchäologie besteht. Rund 11'000 Fundmünzen aus dem Kanton Zürich und weitere Münzfunde aus den Kantonen St. Gallen, Baselland und Luzern sowie aus dem Fürstentum Liechtenstein wurden seit 1986 bearbeitet und im Rahmen von Auswertungsprojekten publiziert. Seit 2018 besteht auch ein Dienstleistungsauftrag mit der Universität Zürich für die Aufarbeitung der Antikensammlung und regelmässige Lehraufträge.

## Gebäude
Das Münzkabinett befindet sich in der Villa Bühler, einer von 1867 bis 1869 errichteten Villa des Industriellen Eduard Bühler-Egg, der in Kollbrunn eine Baumwollspinnerei besass und in Bürglen eine Kammgarnspinnerei. Das Haus entsprach auch dem Geschmack seiner Frau Fanny. Die Villa wurde im französischen Neobarock-Stil erbaut nach Plänen des bernisch-elsässischen Architekten Louis-Frédéric de Rutté. Innenausbau und Zierelemente der Fassade wurden überwiegend aus Frankreich angeliefert. So wurde die Veranda in Besançon vorgefertigt und in Mülhausen gestrichen, ein renommierter Bildhauer in Strassburg stellte Kolonnadengesimse, verschnörkelte Balkonträger und Fenstergiebel her. Auch für das Verlegen des Schieferdachs reisten Handwerker aus Frankreich an. Das Haus bot seinen Bewohnern aussergewöhnlichen Komfort, wie eine Gasbeleuchtung, eine Luftheizung, fest installierte Wasserleitungen, ein beheizbares Badezimmer, zwei Toiletten, vier Blitzableiter, Telegrafenapparate und ein Gewächshaus mit Wasserheizung. Die dazugehörige Gartenanlage mit pleasure ground wurde 1870 vom Landschaftsarchitekten Conrad Löwe gestaltet.
Die Villa, ihre zwei Nebengebäude, das Ökonomiegebäude und die Orangerie sind ein kantonales Denkmalschutzobjekt und seit 1975 Eigentum des Kantons Zürich. Die Sammlungen des Münzkabinetts sind im Bundes-Inventar der mobilen Kulturgüter der Schweiz als Bestände von nationaler Bedeutung eingestuft. Sie wurde von 2018 bis 2019 vollständig restauriert und modernisiert, mehrere spätere Baueingriffe wurden rückgängig gemacht. Neben dem Münzkabinett befindet sich das Statthalteramt des Bezirks Winterthur und der Bezirksrat Winterthur im Gebäude.

## Sammlungen und Bibliothek

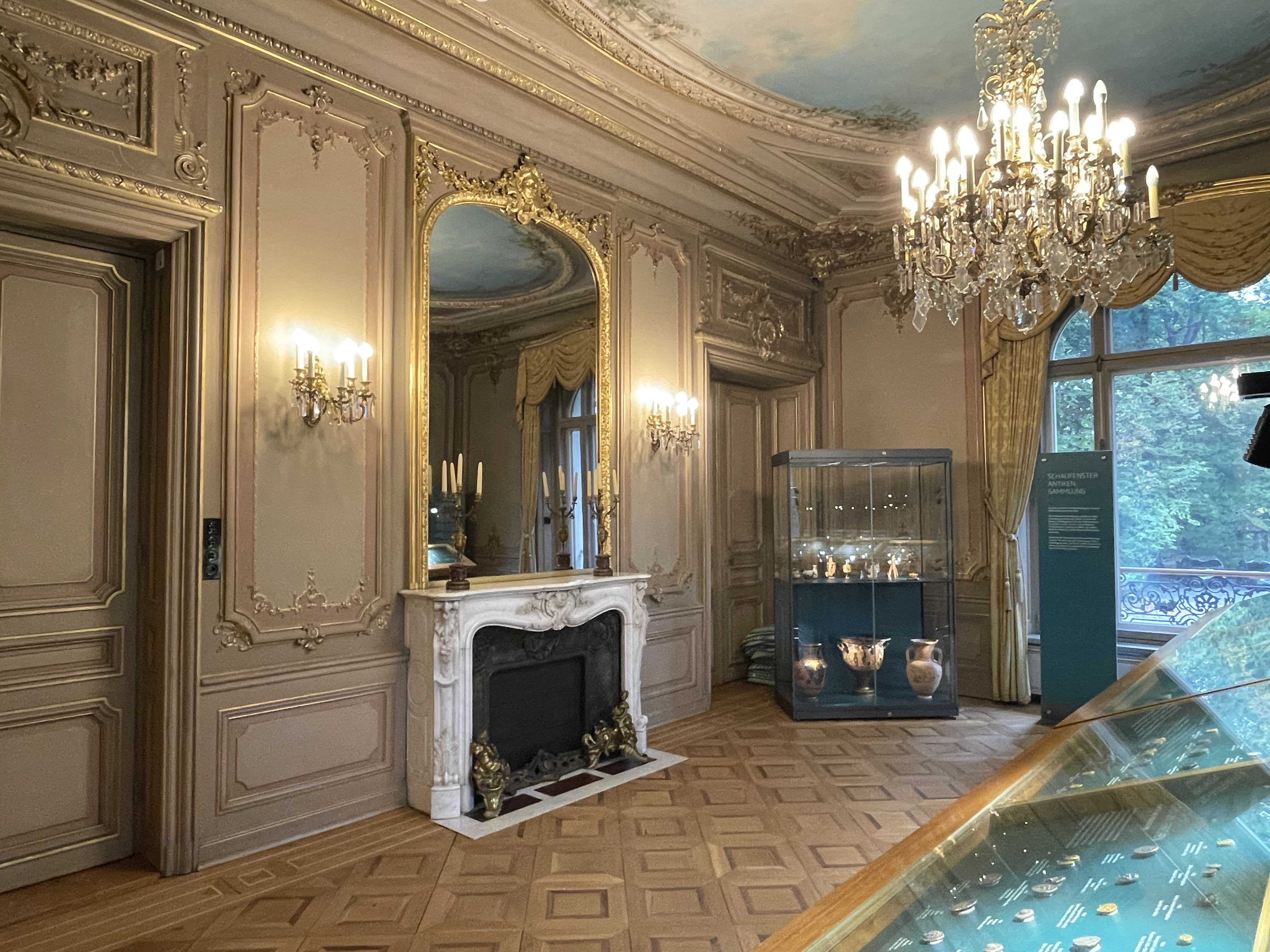
Im Münzkabinett

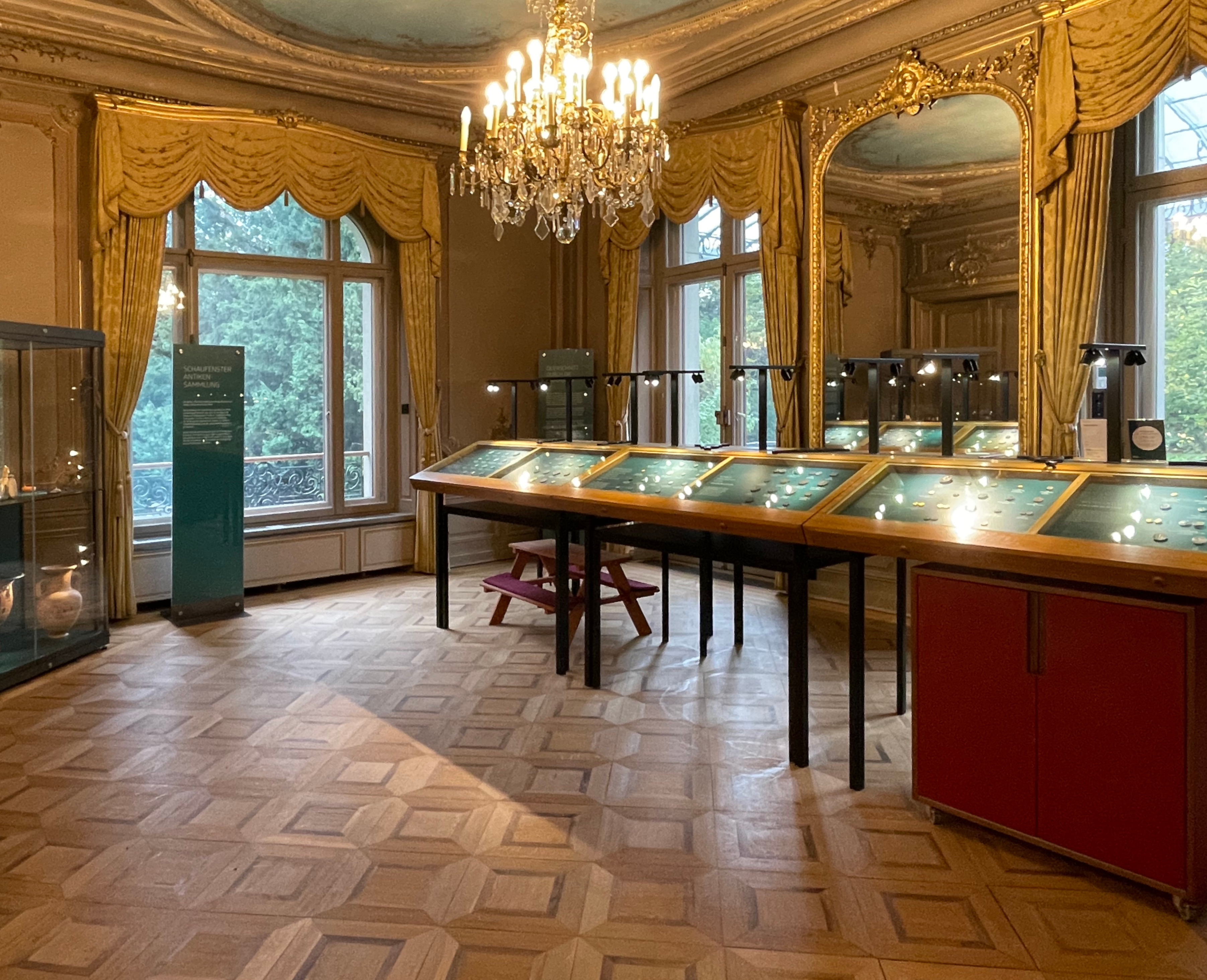
Ausstellung in Schaukästen

Die numismatische Sammlung besteht aus fast 64'000 Stücken, inklusive Deposita (der weitaus grösste Teil hiervon – gut 11'00 Stück – Fundmünzen aus dem Kanton Zürich seit 1986). Die Sammlung hat vor allem zwei Schwerpunkte, zum einen griechische und römische Münzen (etwa 14'000 Stück) und zum anderen schweizerische Münzen (etwa 13'000 Stück). Daneben beinhaltet die Sammlung auch etwa 12'000 Banknoten und vor allem Notgeldscheine. Das Münzkabinett besitzt die bedeutendste Sammlung griechischer Münzen in der Schweiz und, je nach Gebiet, die zweit- oder drittbeste Sammlung an Schweizer Münzen. Sehr wichtig ist auch eine Studiensammlung von 135'000 Gipsabdrücken vor allem griechischer und provinzialrömischer Münzen, zu der noch ein Bestand von ca. 30'000 Siegellackabdrücken antiker Münzen (aus wichtigen Auktionen der ersten Hälfte des 20. Jahrhunderts) hinzukommt; es ist einer der grössten systematisch geordneten Bestände an Gipsabgüssen von griechischen Münzen weltweit, darunter zahlreiche Beispiele aus heute nicht mehr existierenden oder zugänglichen privaten und öffentlichen Sammlungen. Für die antike Numismatik gehört das Münzkabinett Winterthur denn auch zu den international wichtigen Referenzsammlungen.
Die Bibliothek des Münzkabinetts, die als selbständige Bibliothek im WebOPAC der Winterthurer Bibliotheken verzeichnet, umfasst rund 25'000 Bücher, Zeitschriften und Sonderdrucke. Sie ist eine der besten Fachbibliotheken in der Schweiz für alle Gebiete der Münz- und Geldgeschichte, wird laufend ausgebaut und umfasst auch gute Altbestände (rund 4500 vor 1901 publizierte Werke).
Im Münzkabinett befindet sich auch der wissenschaftliche Nachlass von Friedrich Imhoof-Blumer, d. h. die Arbeitsexemplare seiner fast 70 Publikationen mit zahlreichen Nachträgen und Anmerkungen sowie seine wissenschaftlichen Manuskripte, Verzeichnisse und Arbeitsmaterialien. Die 'Sammlung Winterthur' der Winterthurer Bibliotheken bewahrt eine sehr umfangreiche Korrespondenz (mit fast 10'000 Schreiben an Imhoof-Blumer) aus seinem weitumspannenden Netzwerk der internationalen Numismatik auf; dazu weitere Teile seines Nachlasses wie Urkunden und Fotoalben. Diese beiden Nachlässe sind bisher nur punktuell ausgewertet.
Die Sammlung des Münzkabinetts ist noch heute von der Arbeit Imhoof-Blumers geprägt, sowohl der Sammlungsschwerpunkt von griechischen und provinzialrömischen Münzen als auch die Sammlung von Gipsabdrücken und der Grundstock Bibliothek gehen auf ihn zurück, obschon die Sammlungen sich seit dem Tod von Imhoof-Blumer 1920 mehr als verdreifacht und die Bibliothek sich seither vervierfacht hat.
Der zweite Teil der Sammlung ist eine Antikensammlung. Zum einen enthält sie 1680 archäologische Fundstücke aus der Region Winterthur und weiteren Fundstellen vom Neolithikum bis zur römischen Zeit; zum anderen 762 Vasen, Bronzen und Keramiken, Terrakotten sowie Glasobjekte der antiken Mittelmeerkulturen.

## Ausstellungen und Vermittlung
Seit 1982 macht das Münzkabinett mit regelmässigen Wechselausstellungen die Sammlung einem breiten Publikum zugänglich; eine Dauerausstellung existiert nicht. In über sechzig grösseren und kleineren Ausstellungen wurden bisher Querschnittsthemen (z. B. «Frauen in der Münzgeschichte», «222 × Gold: Von Krösus zum Goldvreneli», «Tiere im Münzbild», «Geld Macht Geschichte»), Regionen und Länder (z. B. «Chinesisches Geld aus drei Jahrtausenden», «Geld aus Tibet», «Böhmen: Geld und Geschichte im Herzen Europas»), Themen (z. B. «Der Schweizerfranken», «Gold und Silber: Neues Geld im Spätmittelalter», «Ausser Europa: Geld und Geschichte 1600–2000», «Geld und Kirche») oder Epochen (z. B. «Byzantinische Münzen», «Griechen – Perser – Römer: Antike Münzen aus Kleinasien», «1648 – 1798–1848: Wendemarken der Schweizer Münzgeschichte») sowie archäologische Themen präsentiert und jeweils im Sinne einer Kulturgeschichte des Geldes behandelt. Verschiedene Ausstellungsprojekte entstanden in Kooperation mit anderen Museen, so mit dem Musée d’art et d’histoire in Neuenburg oder mit dem Kunsthistorischen Museum Wien.
Neben den Ausstellungen bietet das Münzkabinett ein breites Vermittlungsangebot an, das sich mit Workshops an Kinder und Jugendliche aller Altersstufen richtet und im Rahmen der Museumspädagogik Winterthur angeboten wird. Öffentliche Führungen, Museumskonzerte und andere Veranstaltungen richten sich an Erwachsene und Kinder. Seit 2011 existiert mit dem "Kinderkubus" auch ein kleines Kindermuseum.